# Étalleville
Étalleville é uma comuna francesa na região administrativa da Normandia, no departamento de Sena Marítimo. Estende-se por uma área de 3,53 km². Em 2010 a comuna tinha 451 habitantes (densidade: 127,8 hab./km²).